# Effetto CSI

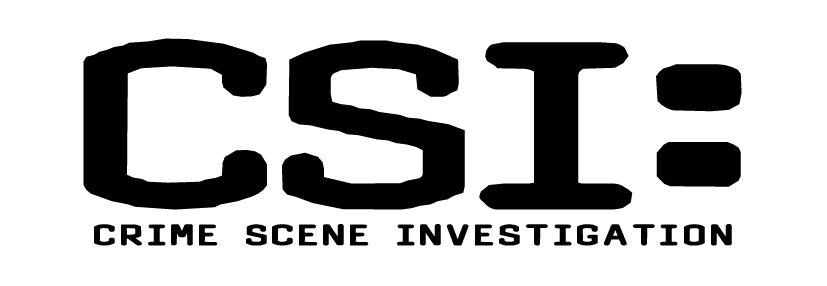
Il logo della serie televisiva

L'effetto CSI, nell'ambito della criminologia, è una locuzione che si riferisce al modo in cui alcune serie televisive di successo – come CSI - Scena del crimine o NCIS - Unità anticrimine (e relativi spin-off) – hanno cambiato la percezione che la gente comune ha verso la medicina forense e le perizie scientifiche in generale, alzando le aspettative e richiedendo la stessa qualità di risultati che si può apprezzare in televisione.

## Caratteristiche
Molte di queste illusioni nascono dalle numerose licenze narrative prese dagli autori delle serie, le quali hanno l'obiettivo di drammatizzare e rendere più spettacolare quello che è l'elemento portante della fiction. Poiché tale serie si basa su alcuni presupposti scientifici reali e su procedure investigative realmente esistenti (quali l'esame del DNA, la rilevazione di impronte digitali ed altre tracce corporee, analisi di registrazioni audiovisive, ecc.) alcuni spettatori possono avere la convinzione che anche gli altri aspetti del telefilm debbano essere considerati reali o, quantomeno verosimili.
Ad esempio, nella finzione, gli agenti trovano facilmente tracce e prove sparse per la scena del crimine, e, con altrettanta facilità, riescono ad analizzarle, arrivando così ad identificare il colpevole nel giro di pochi giorni. Nella realtà per ottenere un risultato utile ai fini delle indagini, occorrono anche più visite sul luogo del crimine, le prove devono essere raccolte e catalogate con procedure estremamente rigide e la loro analisi richiede un tempo maggiore rispetto a quello suggerito nelle serie. Inoltre non è detto che le prove raccolte dalla polizia scientifica siano necessariamente significative ai fini dell'indagine o che verranno poi ritenute valide per essere utilizzate durante il processo. 
In aggiunta, questi telefilm utilizzano spesso procedure che risultano impossibili anche con le tecnologie più moderne, come la possibilità di isolare un particolare rumore da una registrazione, oppure il riuscire a zoomare un'immagine elettronica (come una foto o un fotogramma tratto da video di sorveglianza) ripristinandone la definizione ad ogni ingrandimento.

## Effetti
Forse il campo più importante in cui si vedono gli effetti della popolarità di telefilm come CSI è la stessa aula di tribunale: giurati e giudici rischiano adesso di sopravvalutare l'apporto che gli scienziati possono introdurre in un processo, aspettandosi risposte molto più precise di quante ne possano effettivamente dare, mentre gli avvocati si sentono in dovere di portare sempre più prove a supporto della tesi, magari risultando più approssimativi in altre parti del loro lavoro.
Uno studio statistico dell'Università dell'Arizona ha rilevato che gli spettatori di tali serie televisive sono più critici della scienza forense e meno persuasi dalle sue affermazioni, mentre questo effetto non si riscontrerebbe negli spettatori di serie poliziesche più generaliste come Law & Order. In alcuni processi, durante la selezione dei giurati (il cosiddetto voir dire) si chiede ai candidati se guardano gli show come CSI.
L'altro lato della medaglia è costituito dal fatto che, secondo alcuni, proprio grazie a questi show i criminali sarebbero diventati più attenti a non lasciare tracce di alcun tipo, come capelli o mozziconi di sigarette.